# Jelovec (Chorwacja)
Jelovec – wieś w Chorwacji, w żupanii krapińsko-zagorskiej, w gminie Konjščina. W 2011 roku liczyła 158 mieszkańców.